# Kiskunfélegyháza (distrikt)
Kiskunfélegyháza är ett distrikt i Ungern. Det ligger i provinsen Bács-Kiskun, i den centrala delen av landet, 110 km sydost om huvudstaden Budapest.